# Mariella Lotti
Mariella Lotti, pseudonimo di Maria Camilla Anna Pianotti (Busto Arsizio, 17 novembre 1919 – Parigi, 18 dicembre 2004), è stata un'attrice italiana.

## Biografia
Dotata di una bellezza bionda e raffinata, divenne rapidamente una delle dive più amate e più richieste del cinema italiano degli anni quaranta, ma venne anche largamente impiegata in film in costume, dove la sua recitazione fu caratterizzata da una patina di freddezza.
In mezzo ad opere dozzinali fa tuttavia un certo spicco I mariti (Tempesta d'anime) (1941) di Camillo Mastrocinque, tratto dalla commedia di Achille Torelli. Nel film interpreta una donna che si sposa senza amore e che alla fine comprende come il marito sia degno non soltanto del suo rispetto, ma anche del suo amore.
Seguirono altri film di ambiente contemporaneo come il notevole Fari nella nebbia (1942) di Gianni Franciolini, dove la Lotti, eccezionalmente, interpretò la parte di una donna di modesta condizione sociale (la moglie di un camionista, protagonista di una crisi matrimoniale a lieto fine).
Degne di ricordo anche le interpretazioni di Xenia in Nessuno torna indietro (1943) di Alessandro Blasetti, dal romanzo di Alba de Céspedes, e di Nicoletta, la protagonista del film di Alberto Lattuada La freccia nel fianco, del 1943.
Nel dopoguerra (1946) entra a far parte della Compagnia Italiana di Prosa Morelli-Stoppa-De Lullo ed è diretta da Luchino Visconti in Delitto e Castigo. In questo periodo ha una relazione con l'esule Michele I di Romania. Riprenderà poi con il cinema girando altre pellicole senza però ritrovare il successo precedente e, dopo uno sfortunato tentativo come produttrice (Operazione Mitra, del 1951, che uscì soltanto quattro anni più tardi con titolo diverso) all'inizio degli anni cinquanta si ritira dal grande schermo.
Sposa quindi il romano Alfredo Zanardo, ingegnere e imprenditore nell'ambito dei brevetti con l'impresa familiare Barzanò & Zanardo. Hanno un figlio, Giovanni, nato a Losanna nel 1953. Nel 1967 rimane vedova, e si trasferisce a Parigi. Nel 1981 diventa nonna di Alfredo, omonimo del suo defunto marito.
Morta a 85 anni a Parigi, ha raggiunto il marito al Cimitero del Verano di Roma.

## Filmografia

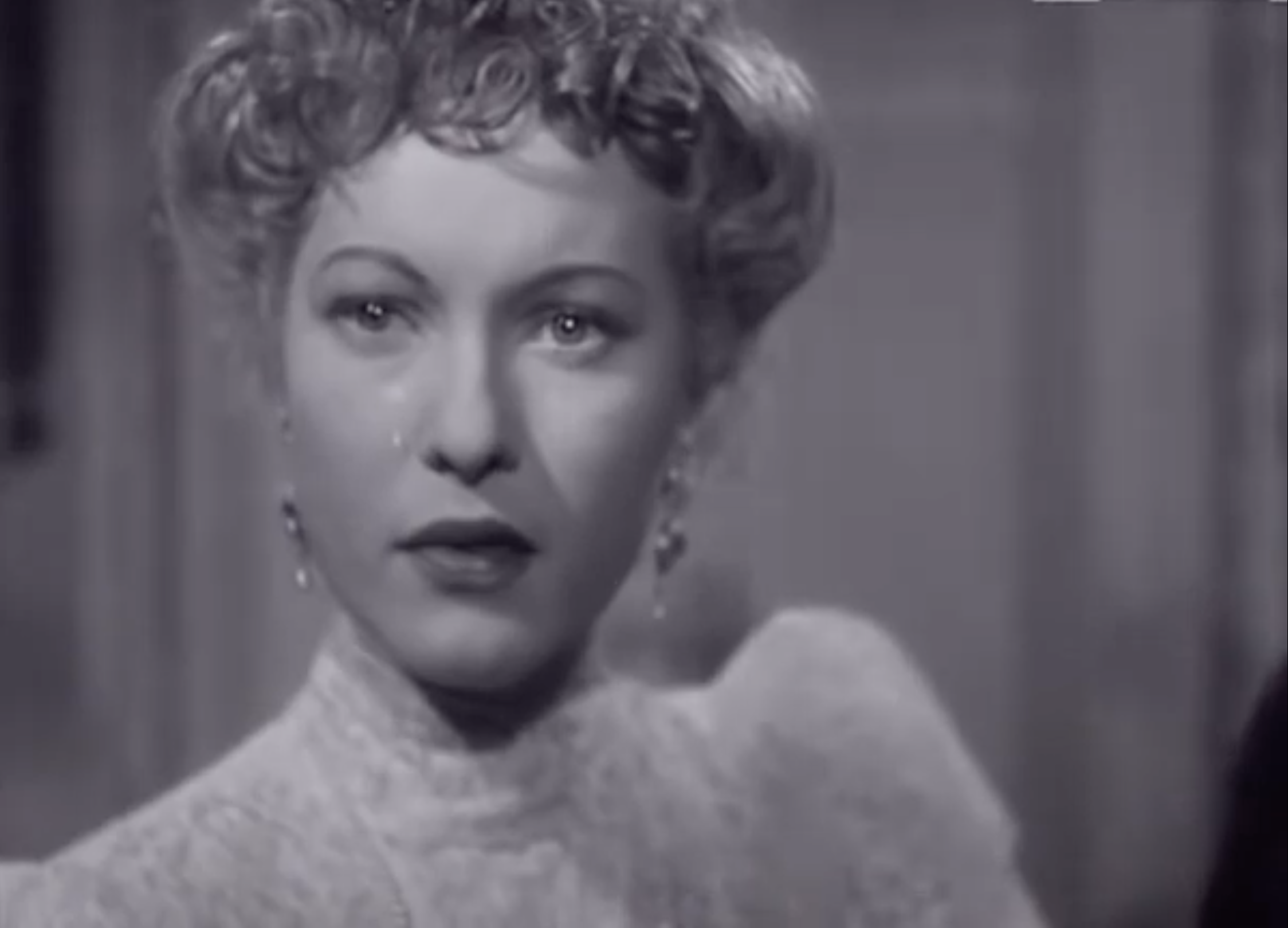
Mariella Lotti in I mariti (1941)

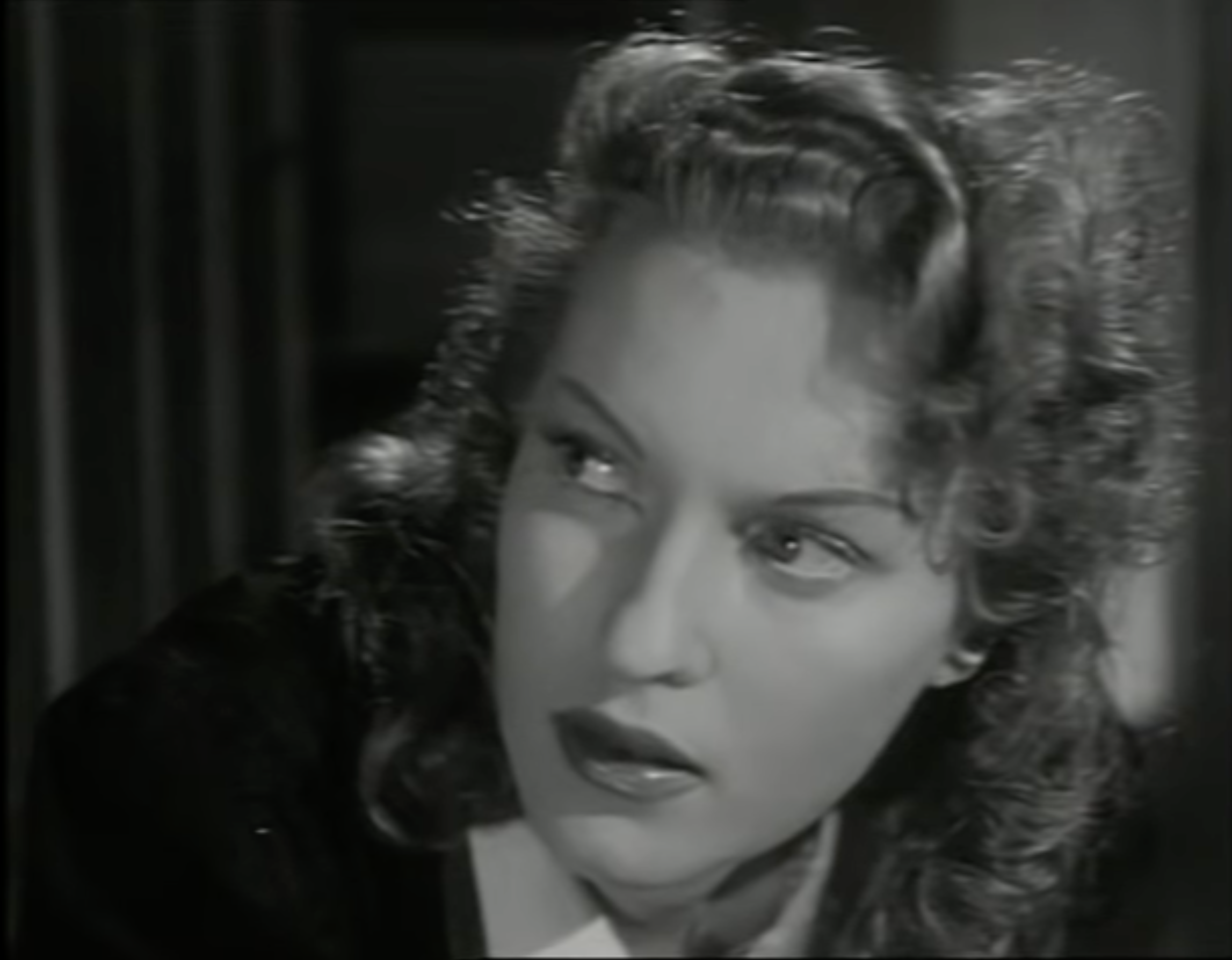
Mariella Lotti in Fari nella nebbia (1942)

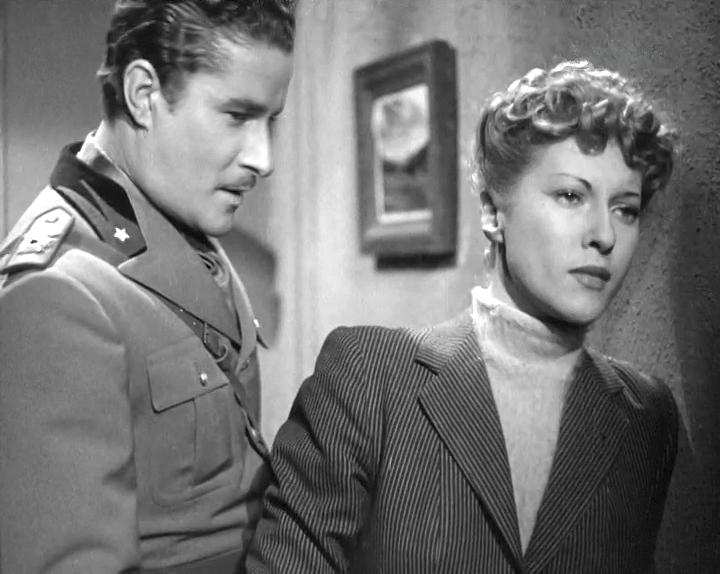
Mariella Lotti con Amedeo Nazzari in Quelli della montagna (1943)

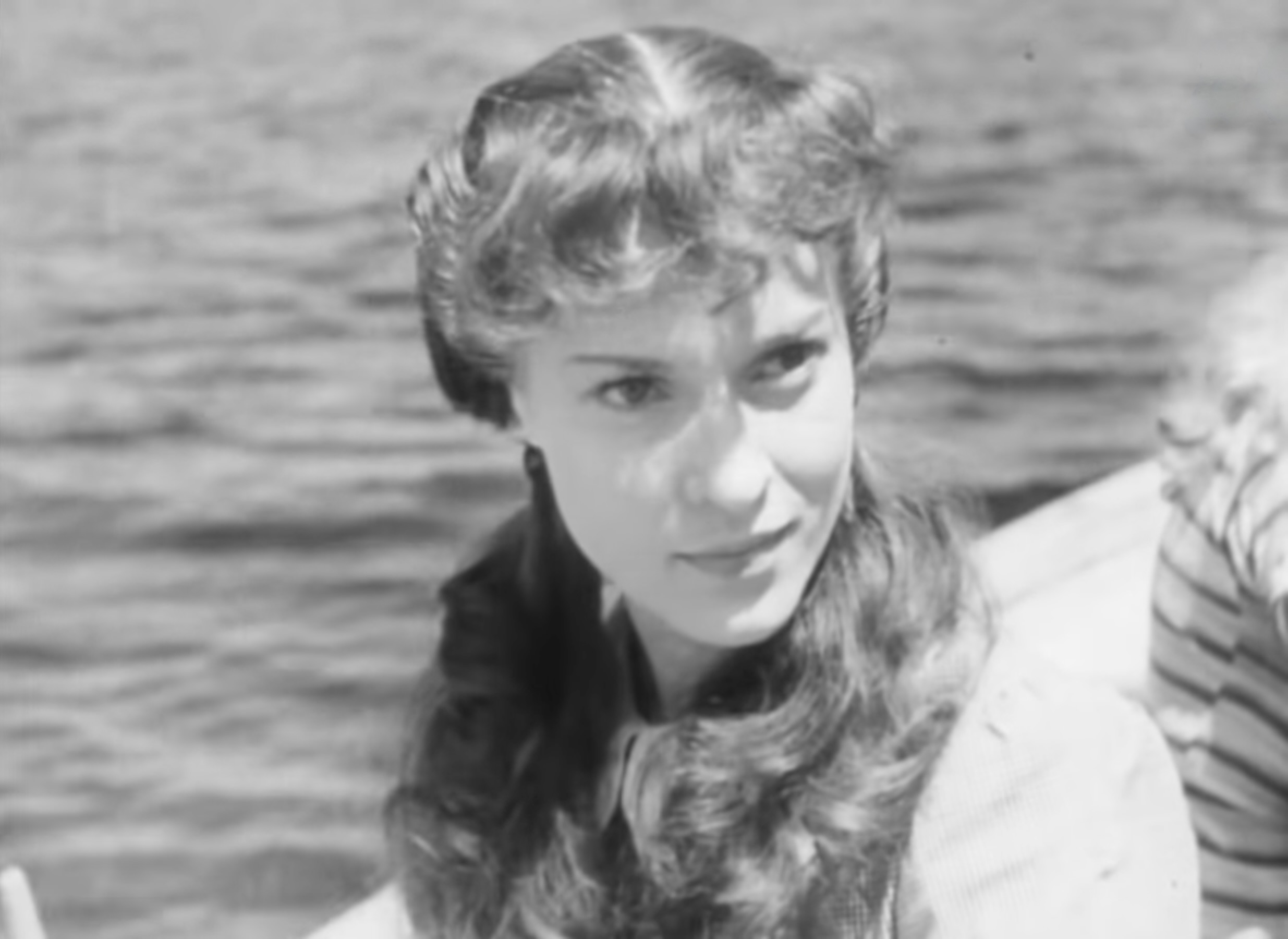
Mariella Lotti in Malacarne (1946)

- Jeanne Doré, regia di Mario Bonnard (1938)
- Io, suo padre, regia di Mario Bonnard (1939)
- Il socio invisibile, regia di Roberto Roberti (1939)
- Il ponte dei sospiri , regia di Mario Bonnard (1940)
- Kean, regia di Guido Brignone (1940)
- La figlia del Corsaro Verde, regia di Enrico Guazzoni (1940)
- L'ispettore Vargas, regia di Gianni Franciolini (1940)
- Il signore della taverna, regia di Amleto Palermi (1940)
- Il cavaliere senza nome, regia di Ferruccio Cerio (1941)
- I mariti (Tempesta d'anime), regia di Camillo Mastrocinque (1941)
- Marco Visconti, regia di Mario Bonnard (1941)
- Il vetturale del San Gottardo, regia di Hans Hinrich ed Ivo Illuminati (1941)
- Fari nella nebbia, regia di Gianni Franciolini (1942)
- Turbamento, regia di Guido Brignone (1942)
- La Gorgona, regia di Guido Brignone (1942)
- Acque di primavera, regia di Nunzio Malasomma (1942)
- Squadriglia Bianca, regia di Ion Sava (1942)
- Mater dolorosa, regia di Giacomo Gentilomo (1943)
- Nessuno torna indietro, regia di Alessandro Blasetti (1943)
- Quelli della montagna, regia di Aldo Vergano (1943)
- Silenzio, si gira!, regia di Carlo Campogalliani (1943)
- Il fiore sotto gli occhi, regia di Guido Brignone (1944)
- Ricordati di santificare le feste, episodio de I dieci comandamenti, regia di Giorgio Walter Chili (1945)
- La freccia nel fianco, regia di Alberto Lattuada e Mario Costa (1945)
- Canto, ma sottovoce..., regia di Guido Brignone (1946)
- Un giorno nella vita, regia di Alessandro Blasetti (1946)
- Il cavaliere del sogno, regia di Camillo Mastrocinque (1946)
- Malacarne, regia di Pino Mercanti (1946)
- Fumeria d'oppio, regia di Raffaello Matarazzo (1947)
- I fratelli Karamazoff, regia di Giacomo Gentilomo (1947)
- Il Principe ribelle , regia di Pino Mercanti (1947)
- Le avventure di Pinocchio, regia di Giannetto Guardone (1947)
- Arrivederci, papà!, regia di Camillo Mastrocinque (1948)
- I pirati di Capri, regia di Giuseppe Maria Scotese (1948)
- Guarany, regia di Riccardo Freda (1948)
- Il diavolo in convento, regia di Nunzio Malasomma (1950)
- È più facile che un cammello..., regia di Luigi Zampa (1950)
- Il capitano di Venezia, regia di Gianni Puccini (1951)
- Gli innocenti pagano, regia di Luigi Capuano (1952)
- Processo alla città, regia di Luigi Zampa (1952)
- La storia del fornaretto di Venezia, regia di Giacinto Solito (1952)
- Solo per te Lucia, regia di Franco Rossi (1952)
- La donna che inventò l'amore, regia di Ferruccio Cerio (1952)
- Carmen proibita, regia di Giuseppe Maria Scotese (1952)
- Naso di cuoio (Nez de cuir), regia di Yves Allégret (1952)

### Doppiatrici
- Lydia Simoneschi in Silenzio, si gira!, La Gorgona, Mater dolorosa, Le avventure di Pinocchio, Malacarne, Il cavaliere del sogno, Fumeria d'oppio, Processo alla città (una scena), I Fratelli Karamazoff
- Dhia Cristiani in Gli innocenti pagano